# 折実単位
折実単位（せつじつたんい）とは、中華人民共和国初期にインフレーション対策として導入した物の価値を計算するための単位。単位は「分」が用いられた。
給与をはじめ、預金や融資、公債のなどの決定にも採用されていた。例えば、工場労働者の賃金は工資分と呼ばれていたが、一定量の米などの穀物の量（A）などをもって「分」として、当該労働者の賃金を「分」の個数（B）に換算し、それに実際のAの市場価格で掛け合わせて支給すべき給与額を算定した。「分」として採用された具体例としては、中等白粳米1升、12ポンド竜頭綿布1尺、落花生油1両、豆炭1斤など（上海中国人民銀行貯蓄預金）が挙げられる。
市場価格は前日の卸売価格を元にして、日々発表される公定価格が採用されていた。1955年の人民元に対するデノミネーションによって役目を終え、同年のうちにそのほとんどが廃止された。